# Rajd ELPA 1994
Rajd Elpa 1994 (19. Rally Elpa Halkidiki) – 19. edycja rajdu samochodowego Rajd Elpa rozgrywanego w Grecji. Rozgrywany był od 27 do 28 sierpnia 1994 roku. Była to trzydziesta siódma runda Rajdowych Mistrzostw Europy w roku 1994 (rajd miał najwyższy współczynnik – 20), czwarta runda Rajdowych Mistrzostw Grecji oraz piąta runda Rajdowych Mistrzostw Turcji. Składał się z 18 odcinków specjalnych.

## Klasyfikacja rajdu
| Miejsce                      | Kierowca                     | Pilot                        | Samochód                     | Czas                         | Strata                       |                              |
| Klasyfikacja generalna i ERC | Klasyfikacja generalna i ERC | Klasyfikacja generalna i ERC | Klasyfikacja generalna i ERC | Klasyfikacja generalna i ERC | Klasyfikacja generalna i ERC | Klasyfikacja generalna i ERC |
| ---------------------------- | ---------------------------- | ---------------------------- | ---------------------------- | ---------------------------- | ---------------------------- | ---------------------------- |
| 1.                           | Sergio Pianezzola            | Lucio Baggio                 | Lancia Delta HF Integrale    | 3:52:32                      | 0.0                          |                              |
| 2.                           | Leonídas Kirkos              | Ioánnis Stavropoulos         | Ford Escort RS Cosworth      | 3:56:34                      | +4:02                        |                              |
| 3.                           | Vassileios Sikiaridis        | Ioannis Saliaris             | Ford Escort RS Cosworth      | 4:04:25                      | +11:53                       |                              |
| 4.                           | Manolis Panagiotopoulos      | Nikos Panou                  | Nissan Sunny GTI-R           | 4:06:08                      | +13:36                       |                              |
| 5.                           | Vassileios Tsobanopoulos     | Dimitris Manolopoulos        | Ford Sierra RS Cosworth 4x4  | 4:09:07                      | +16:35                       |                              |
| 6.                           | Nejat Avci                   | Hürkal Özer                  | Renault 19 16S               | 4:14:35                      | +22:03                       |                              |
| 7.                           | Hakan Dinç                   | Fatih Baydar                 | Opel Corsa A GSi             | 4:17:10                      | +24:38                       |                              |
| 8.                           | Aris Kolokithas              | Grigoris Karavangelis        | Mazda 323 GTX                | 4:21:10                      | +28:38                       |                              |
| 9.                           | Athanassios Tsagournos       | Panayiotis Kofidis           | Mercedes-Benz 190E 2.3 16V   | 4:21:31                      | +28:59                       |                              |
| 10.                          | Kóstas Tanoussis             | Athanassios Vassilopoulos    | Toyota Starlet EP81          | 4:21:48                      | +29:16                       |                              |
| Mistrzostwa Grecji           |                              |                              |                              |                              |                              |                              |
| 1.                           | Leonídas Kirkos              | Ioánnis Stavropoulos         | Ford Escort RS Cosworth      | 3:56:34                      | 0.0                          |                              |
| 2.                           | Vassileios Sikiaridis        | Ioannis Saliaris             | Ford Escort RS Cosworth      | 4:04:25                      | +7:51                        |                              |
| 3.                           | Manolis Panagiotopoulos      | Nikos Panou                  | Nissan Sunny GTI-R           | 4:06:08                      | +9:34                        |                              |
| 4.                           | Vassileios Tsobanopoulos     | Dimitris Manolopoulos        | Ford Sierra RS Cosworth 4x4  | 4:09:07                      | +12:33                       |                              |
| 5.                           | Aris Kolokithas              | Grigoris Karavangelis        | Mazda 323 GTX                | 4:21:10                      | +24:36                       |                              |
| 6.                           | Athanassios Tsagournos       | Panayiotis Kofidis           | Mercedes-Benz 190E 2.3 16V   | 4:21:31                      | +24:57                       |                              |
| 7.                           | Kóstas Tanoussis             | Athanassios Vassilopoulos    | Toyota Starlet EP81          | 4:21:48                      | +25:14                       |                              |